# ستيفانو دي أنغيليس
ستيفانو دي أنغيليس (بالإيطالية: Stefano De Angelis)‏ هو لاعب كرة قدم إيطالي، ولد في 23 مايو 1974 في روما في إيطاليا. لعب مع كوسينزا كالشيو ونادي أفيلينو ونادي جنوى ونادي ساليرنيتانا ونادي كاتانزارو ونادي كالياري.